# Hogna radiata
Hogna radiata là một loài nhện trong họ Lycosidae.
Loài này thuộc chi Hogna. Hogna radiata được Latreille miêu tả năm 1817.

## Hình ảnh

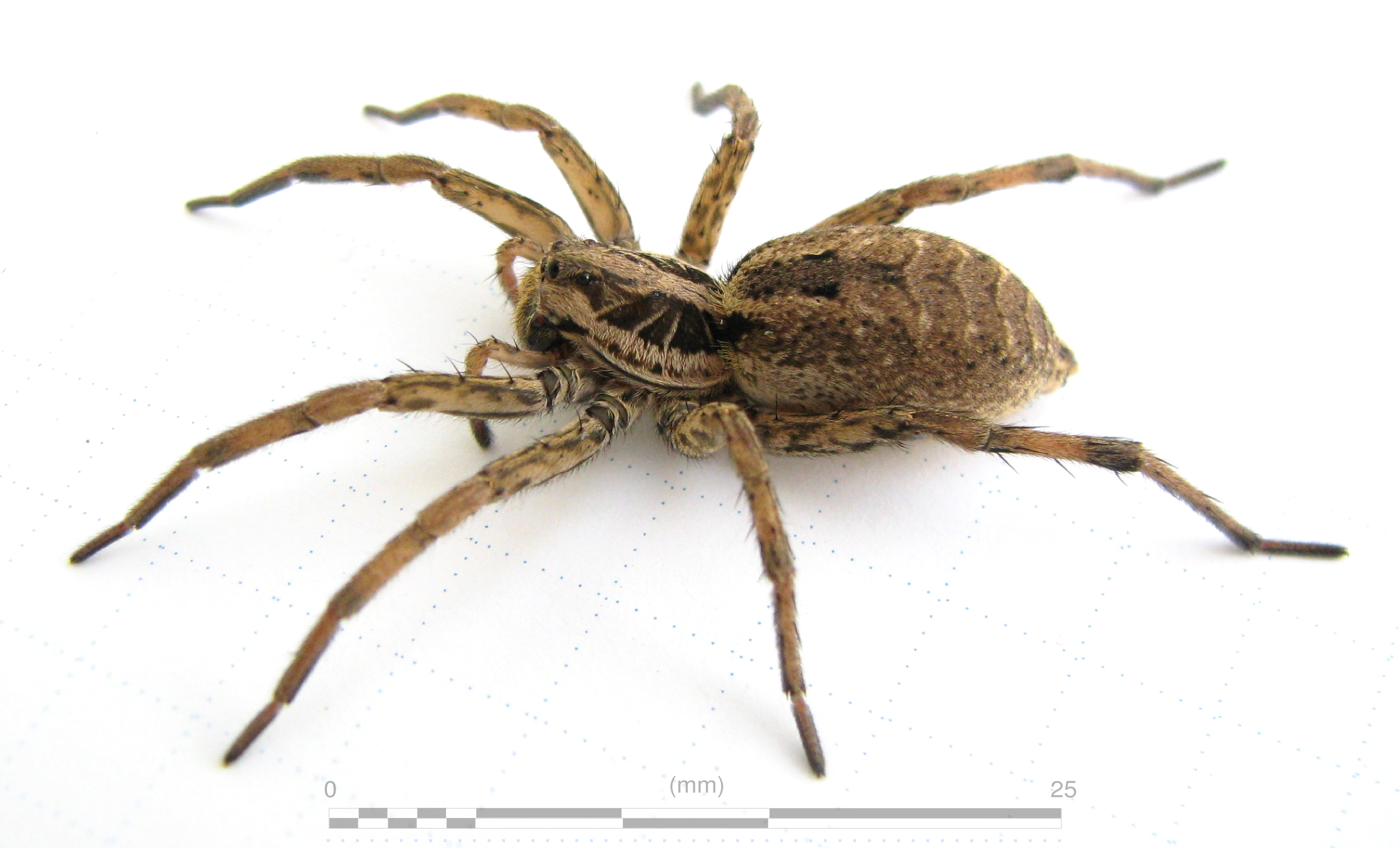
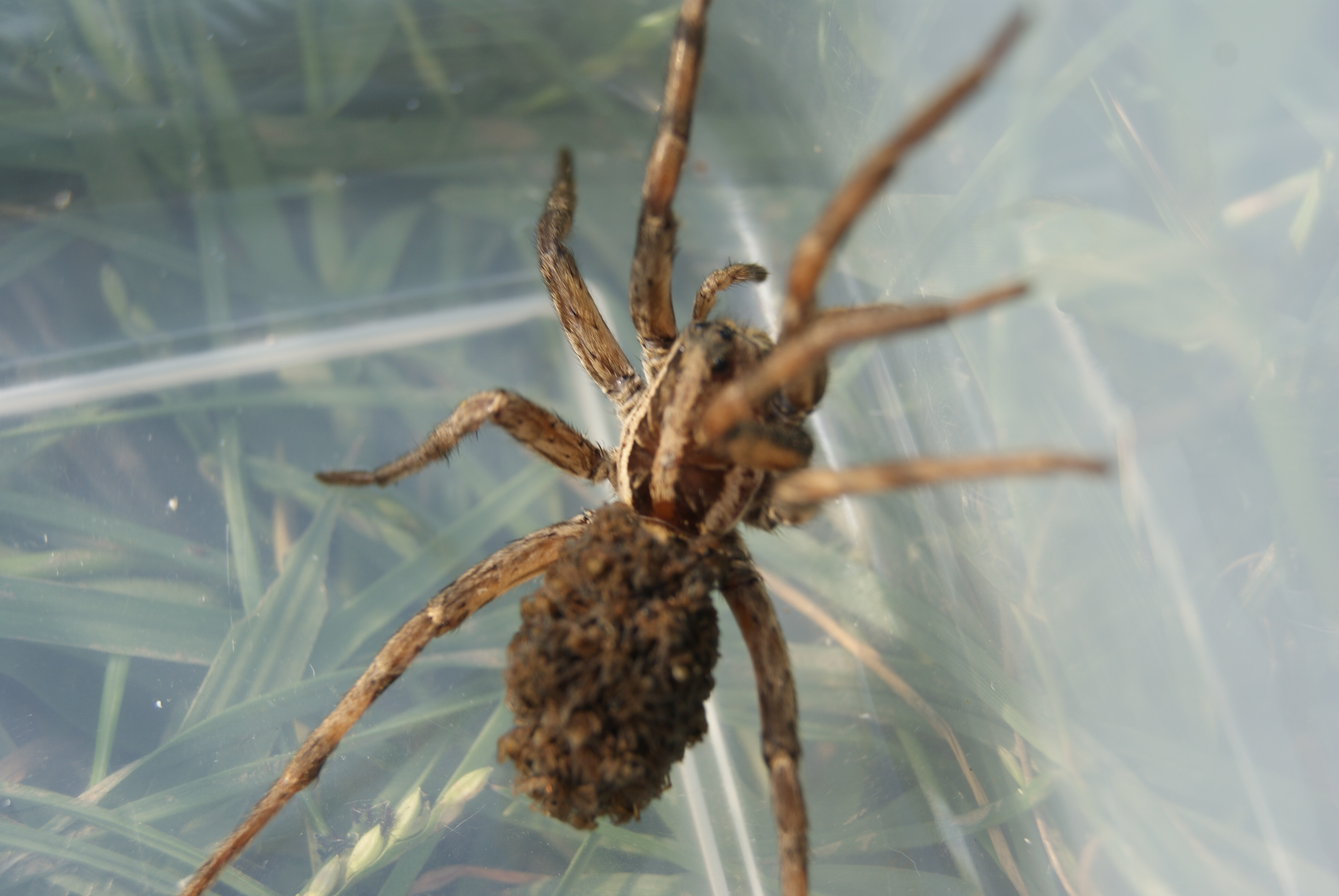
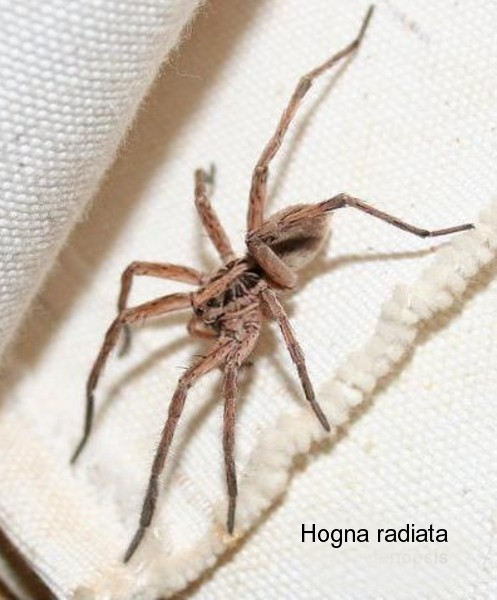
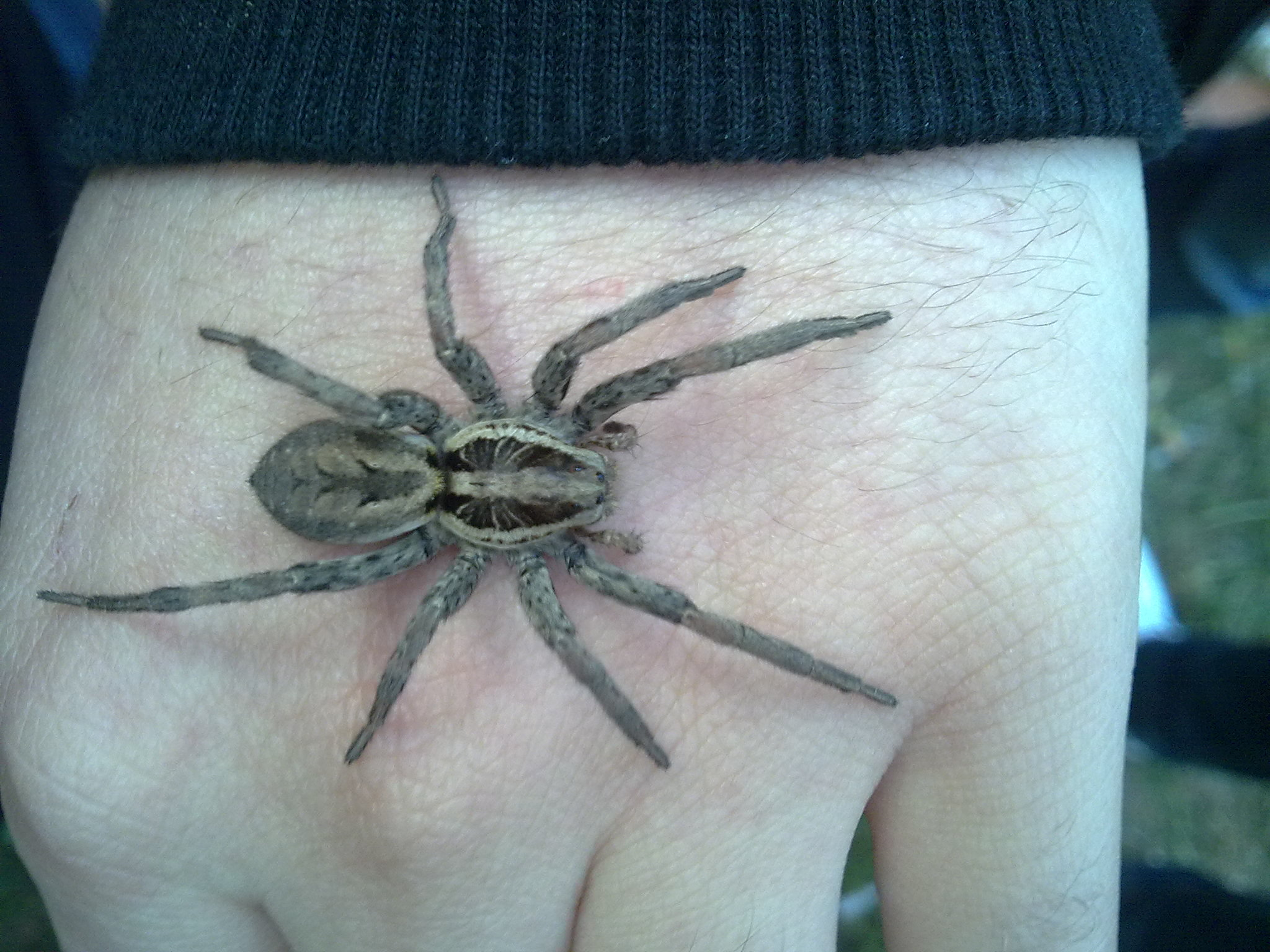